# 張式彝
张式彝（？—1948年11月）字蓝田，河南光山人。中华民国法官。

## 生平
张式彝早年毕业于直隶法律学堂。历任河南公立法政学堂教习，奉天高等审判厅书记官，抚顺地方审判厅书记官，抚顺
地方检查厅检查官，京师高等审判厅推事、民庭庭长。1929年9月16日任国民政府最高法院民三庭推事。1938年，升任最高法院庭长。1948年7月，提任为总统府大法官会议大法官。1948年11月，张式彝病逝。